# Големанци
Големанци е село в Южна България. То се намира в община Хасково, област Хасково.

## География
Село Големанци се намира 20 км южно от град Хасково. От гр. Хасково до с. Големанци се достига по 2 маршрута:
- гр. Хасково – с. Войводово – с. Орлово – с. Мандра – с. Д. Големанци – с. Големанци.
- гр. Хасково – с. Конуш – по продължение на маршрут Хасково – Кърджали след с. Конуш по посока Кърджали завой наляво за с. Мандра – с. Д. Големанци – с. Големанци.

## История
През османския период селото носи името Буюккьой (Бейкьой). Санджакбеят на Чирмен Малкочоглу Бали бей финансира строежа на теке, което се издържа от селото като вакъф.
През 1924 година в селото пристигат български преселници от Беломорска Тракия. Най-много преселници идват от село Чобанкьой, Дедеагачко, Гърция. Има по няколко семейства преселници и от други села в Гюмюрджинско и Дедеагачко. След погромите над тях в Гърция и извършените жестокости от страна на гърци и най-вече от страна на турската редовна войска и башибозук и след много митарства те идват в България. За живота на преселниците българи от Беломорска Тракия има издадена книга от видната журналистка и писателка Мара Михайлова. Книгата е за село Чобанкьой като авторката е свидетел на тези събития, а е събирала и други сведения от участници в събитията от преди 1913 – 1920 г. През 1904 г. около 20 видни селяни от Чобанкьой са осъдени на смърт и различни срокове затвор за това, че са участвали в атентана по жп гарата, минаваща в близост до селото.
Някои от бившите жители на Чобанкьой, Дедеагачко пристигат в България и преминават за кратко през Варна и Тополовградско. През 1925 г. остават в град Хасково в местността Лагера (сега там се намира бившият ДАП), която местност е била гола поляна. Част от тях идват в Кърджали и близките до него села, друга част остават в Хасково. Но най-голямата и компактна маса от преселниците пристига в с. Долно Големанци, населено тогава изцяло с турско население. Българската държава им дава държавни парцели, за да построят къщите си, но това не им се налага. По силата на Ангорския договор част от турското население се преселва в Турция, а къщите им са закупени от България и се дават под различни форми на българите – преселници.
Благодарение на това, че местните са знаели много добре турски език, между местното турско и българско население се създават добри комшийски отношения. Помагат и цели семейства от българи и турци за поколения след това да са в добри отношения. Например към 1960 г. в обора на бившето ТКЗС вече възрастните Стоян Анадолиев и дядо Шабан са обект на лакърдии, а и те самите създават такива. Двамата са обичани от българи и турци. Участват в кушии по празниците. Празнуват заедно край селото на така наречения празник „мая“ (махия) и др. подобни.
В селото е родена турската певица, известна в цяла България, Кадрие Латифова. Тя загива млада при трагични обстоятелства, а нейният по-малък син – Вежди Рашидов е известен в България и в чужбина скулптор, депутат и министър на културата.

## Население
Численост
Численост на населението според преброяванията през годините:
| \| Година на преброяване \| Численост \| \| --------------------- \| --------- \| \| 1934 \| 1225 \| \| 1946 \| 1317 \| \| 1956 \| 1091 \| \| 1965 \| 1188 \| \| 1975 \| 1302 \| \| 1985 \| 1257 \| \| 1992 \| 582 \| \| 2001 \| 487 \| \| 2011 \| 434 \| \| 2021 \| 337 \| |           |
| Година на преброяване | Численост |
| 1934 | 1225      |
| 1946 | 1317      |
| 1956 | 1091      |
| 1965 | 1188      |
| 1975 | 1302      |
| 1985 | 1257      |
| 1992 | 582       |
| 2001 | 487       |
| 2011 | 434       |
| 2021 | 337       |

### Етнически състав
Преброяване на населението през 2011 г.
Численост и дял на етническите групи според преброяването на населението през 2011 г.:
|                     | Численост | Дял (в %) |
| Общо                | 434       | 100       |
| Българи             | 5         | 1,15      |
| Турци               | 428       | 98,61     |
| Цигани              | 0         | 0         |
| Други               |           |           |
| Не се самоопределят |           |           |
| Неотговорили        | 0         | 0         |

## Културни забележителности
В с. Големанци има хамам от древността.

## Редовни събития
В последния ден от последната седмица на септември в с. Големанци се провежда селски събор.

## Личности
Родени
- Кадрие Латифова (1928 – 1962)
- Вежди Рашидов (р. 1951)